# 望洋亭

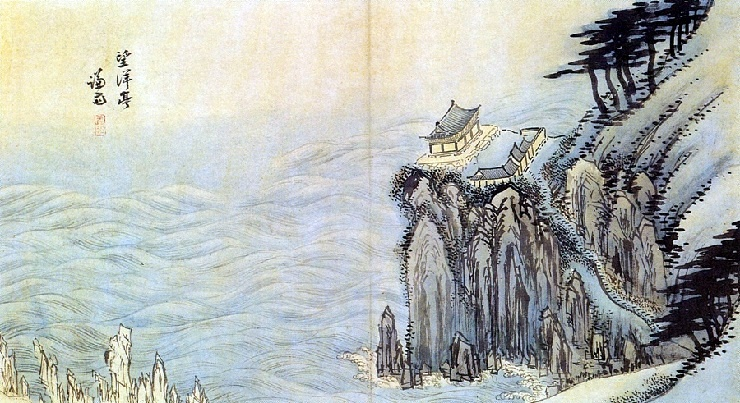
鄭ゼンが描いた望洋亭

望洋亭は、慶尚北道 蔚珍郡にある関東八景のうちの一つ。

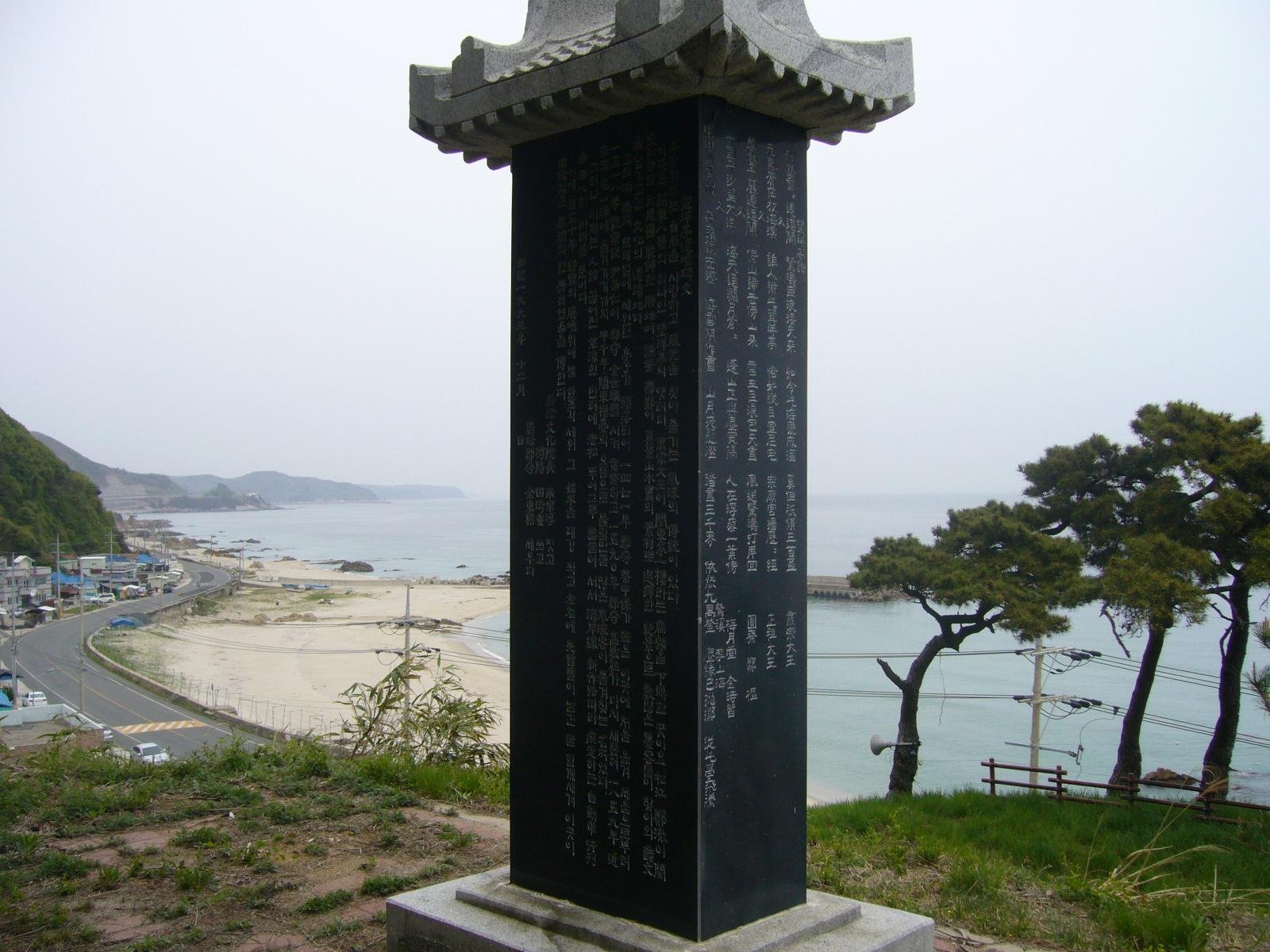
旧望洋亭跡に建てられた石碑

高麗時代に慶尚北道 箕城面 望洋里海岸に初めて立てられたが、永い歳月の間に崩れたので朝鮮時代の1471年(成宗2)に縣鐘山山麓に移転した。1517年、荒々しい風雨で破損し、1590年(先祖23)にまた崩れ永らく放置された
1858年(哲宗9)蔚珍県令・李煕虎が郡承・林鶴英と共に今の席へ移してたてた。朝鮮戦争を経て基礎だけ残ったのを1958年建立したが再び崩れ落ち、2005年既存物を完全解体して新しく建設した。
現在は朝鮮時代に位置していた場所より北側にあり、望洋海水浴場の海辺丘の上に位置していて日本海を見下ろすことができる。景色が関東八景の中で一番よいといって朝鮮粛宗が"関東第一楼"という表札板を下賜した。また望洋亭は多くの文人・画家の芸術素材になっている。